# Відава
Відава (пол. Widawa, нім. Weide) — річка в Польщі, у Олесницькому, Вроцлавському й Намисловському повітах Нижньосілезького й Опольського воєводств. Права притока Одри (басейн Балтійського моря).

## Опис
Довжина річки 109,03 км, висота витоку над рівнем моря — 222 м, висота гирла над рівнем моря — 107,7 м, найкоротша відстань між витоком і гирлом — 49,21 км, коефіцієнт звивистості річки — 2,22 . Площа басейну водозбору 1716 км².

## Розташування
Бере початок у селі Дровтовіце (ґміна Сицув) на північно-західній стороні від міста Сицув. Спочатку тече на південний схід, потім переважно на північний захід і на північно-західній околиці міста Вроцлава впадає у річку Одру. Береги річки майже повністю облаштовані, вони заросли озерним очеретом та травою. У місті Вроцлаві над Відавою існує 13 переїздів.
Населені пункти вздовж берегової смуги: Страдомія Дольна, Дзядова Клода, Намислув, Любська, Берутув, Кельчувек, Шиманув.
Притоки: Гранична (ліва); Олешниця, Добра (праві).

## Цікавий факт
- У селі Юзефкув на річці утворено озеро Міхаліцьке (пол. Jezioro Michalickie).[1]